# Shayne Reese
Shayne Reese (Ballarat, 15 settembre 1982) è una nuotatrice australiana.

## Palmarès
- Olimpiadi

Pechino 2008: oro nella 4x100m misti e bronzo nella 4x100m sl.
- Mondiali

Montreal 2005: oro nella 4x100m sl e argento nella 4x200m sl.
Melbourne 2007: oro nella 4x100m sl.
Roma 2009: argento nella 4x100m misti e bronzo nella 4x100m sl.
- Mondiali in vasca corta:

Indianapolis 2004: argento nei 100m misti e nella 4x200m sl e bronzo nella 4x100m sl.
Shanghai 2006: oro nella 4x200m sl e argento nella 4x100m sl.
Manchester 2008: oro nei 100m misti e argento nella 4x100m sl.
- Giochi PanPacifici

Victoria 2006: argento nella 4x200m sl e bronzo nella 4x100m sl.
- Giochi del Commonwealth

Melbourne 2006: oro nella 4x100m sl.